# 遠山亮子
遠山 亮子（とおやま りょうこ、1965年1月4日 - ）は、日本の経営学者。中央大学ビジネススクールで、戦略経営学ならび主に知識創造理論を受け持つ日本の大学院の教授。エムスリー取締役、凸版印刷取締役。

## 概要
講義専攻は経営学。日本を代表するSECIモデルを世界に広めた野中郁次郎の子弟。
SECIモデルはビジネス界のみならず、あらゆる教育において乱用されているが、遠山は野中から直伝教授のラインをもち、現代の知識創造理論SECIモデルを、忠実に正確に伝導でき、講義することができる数少ない識学者、SECIモデルを発展させている正統なアカデミックな教授である。

## 経歴
1987年3月 - 一橋大学商学部 商学科 卒業。1989年3月 - 一橋大学大学院商学研究科 修士課程修了、商学修士。1997年12月 - ミシガン大学経営大学院 博士課程修了、Ph. D.（Business Administration） 。
1998年4月 - 2001年3月 北陸先端科学技術大学院大学研究開発プロセス論講座助手。2001年4月 - 2008年3月 北陸先端科学技術大学院大学助教授。
2008年4月 - 中央大学大学院戦略経営研究科教授、北陸先端科学技術大学院大学客員教授。2009年6月 - エムスリー監査役。2016年6月 - 凸版印刷取締役、エムスリー取締役（監査等委員）。
専門は国際経営戦略、イノベーションマネジメントで、富士通JAIMS理事/プログラムディレクターや、日本学術振興会審査第三部会第07080小委員会I[経営学関連]委員、文部科学省大学設置・学校法人審議会経済学専門委員会委員等も務めた。